# L'Astrolabe (navire polaire)
Pour les articles homonymes, voir L'Astrolabe.

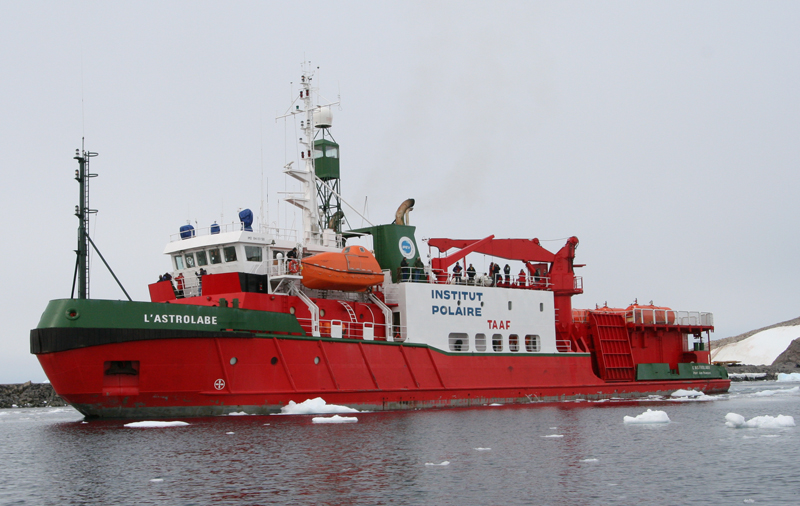
L'Astrolabe en train de quitter l'Antarctique.

L'Astrolabe, est un navire polaire français qui assurait jusqu'en 2017 la logistique de la Terre Adélie en Antarctique et celle des missions scientifiques françaises dans les Terres australes et antarctiques françaises (TAAF).

## Historique
Le navire a repris le nom de deux navires de célèbres explorateurs français : l'Astrolabe de La Pérouse et l'Astrolabe de Dumont d'Urville.
Propriété de P&O Maritime,, il est affrété par l'administration des TAAF et par l'Institut polaire français - Paul Émile Victor (IPEV). Il est immatriculé sous le pavillon des Kerguelen. Il peut transporter 48 passagers dans treize cabines. Long de 65 mètres pour 12,80 mètres de largeur et 4,80 mètres de tirant d'eau, il possède une plateforme pour deux hélicoptères de type Écureuil AS-350. Il est classé A1 super, navire polaire à capacité glace.
Il assurait ses rotations pendant l'été austral vers la base Dumont d'Urville depuis le port de Hobart en Tasmanie jusqu'à début 2017.
Ses trente années d'épopée polaires sont relatées dans un livre, L'Astrolabe, le passeur de l'Antarctique, écrit par Daphné Buiron et Stéphane Dugast (2017, éditions E/P/A).
À la suite de sa dernière rotation au début de 2017, il va désormais entamer une nouvelle carrière en Papouasie-Nouvelle-Guinée, il a été racheté pour 300 000 dollars par l'ONG américaine YWAM (Youth with a Mission) et renommé YWAM Liberty, sa nouvelle mission consiste à participer au ravitaillement des îles très isolées, de l'archipel de Papouasie-Nouvelle-Guinée.
L'Astrolabe est remplacé depuis août 2017 par le nouveau patrouilleur et navire logistique polaire, commandé en 2015 aux chantiers Piriou de Concarneau qui s'appelle également L'Astrolabe.

## Accident mortel
Le 29 octobre 2010, un de ses hélicoptères Écureuil AS350 à bord duquel se trouvaient un pilote, un mécanicien et deux membres de l'IPEV, s'est écrasé sur la banquise en raison des mauvaises conditions météo à environ 100 km de la base Dumont d'Urville, ne laissant aucun survivant.